# Rodalia de Lleida
Rodalia de Lleida són els serveis de trens regionals i de rodalies de Rodalies de Catalunya i els serveis de la línia Lleida-La Pobla de Segur de FGC, els quals transcorren per les diferents poblacions de la demarcació de Lleida i que són inclosos al Sistema Tarifari Integrat de l'ATM Àrea de Lleida. També forma part d'aquesta nomenclatura els nou serveis RL3 i RL4 de Rodalies de Catalunya, que circulen entre Lleida, Cervera, Manresa i Terrassa.

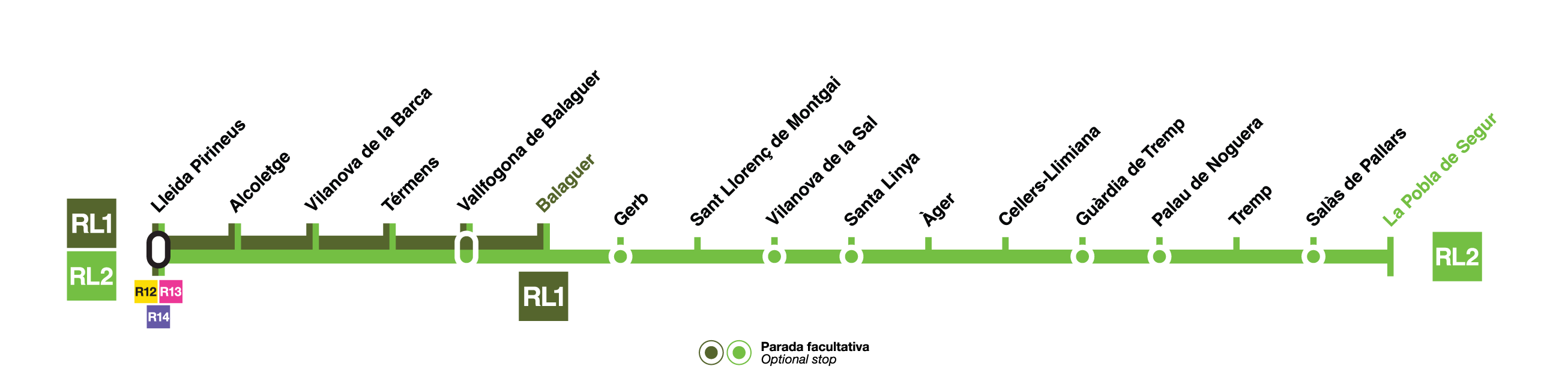
Mapa del servei de FGC de l'Àrea de Lleida

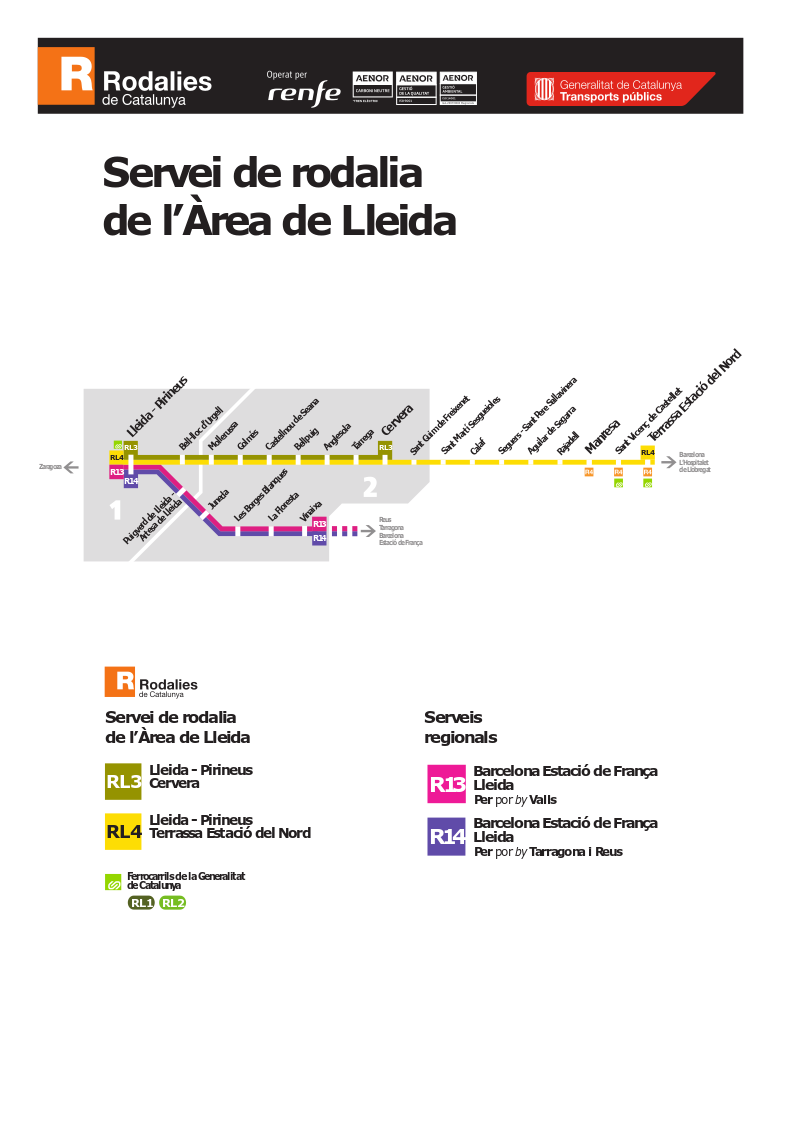
Mapa del servei de Rodalies de l'Àrea de Lleida

## Servei de rodalia de Lleida

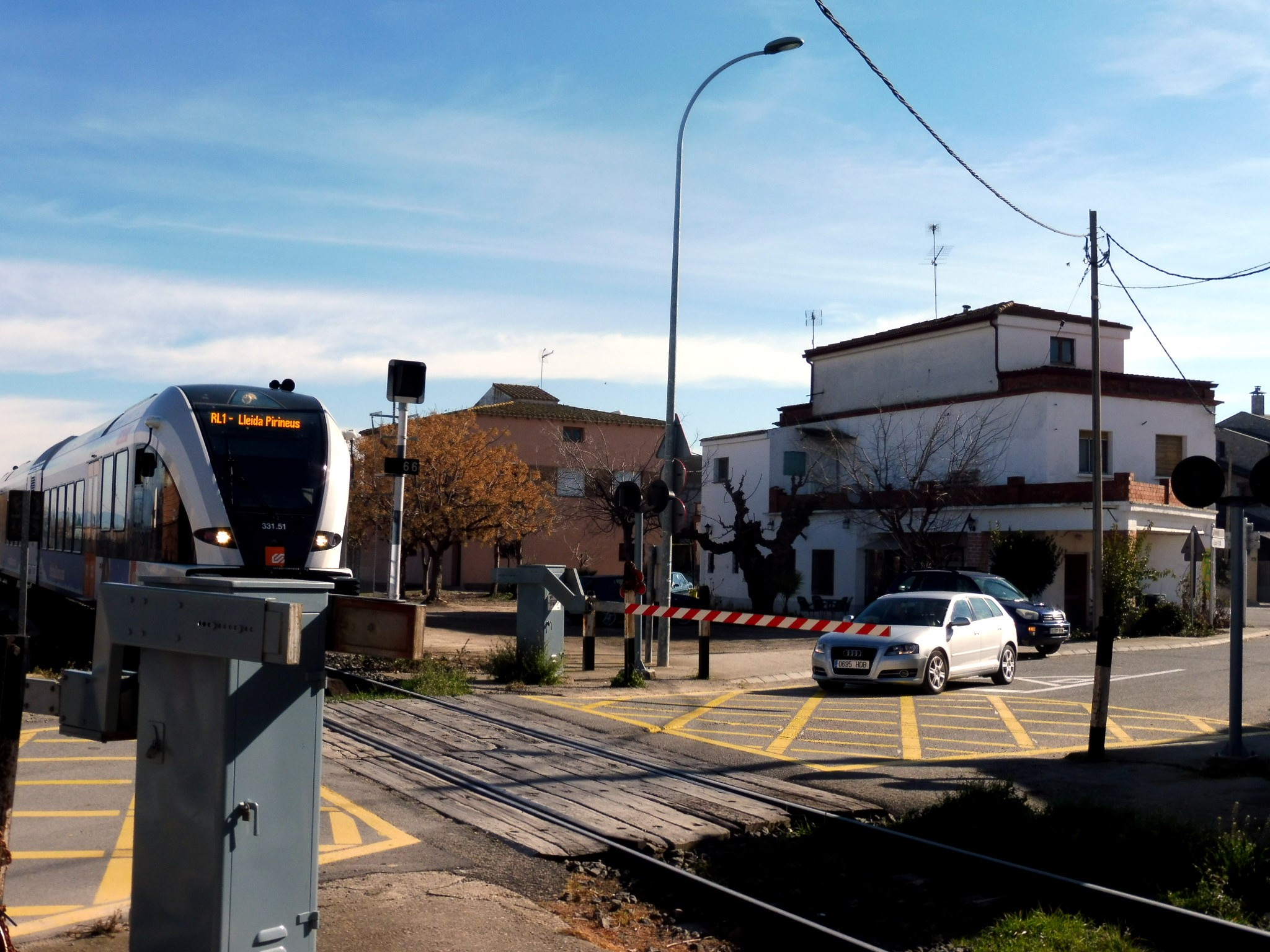
RL1 a Térmens, direcció Lleida

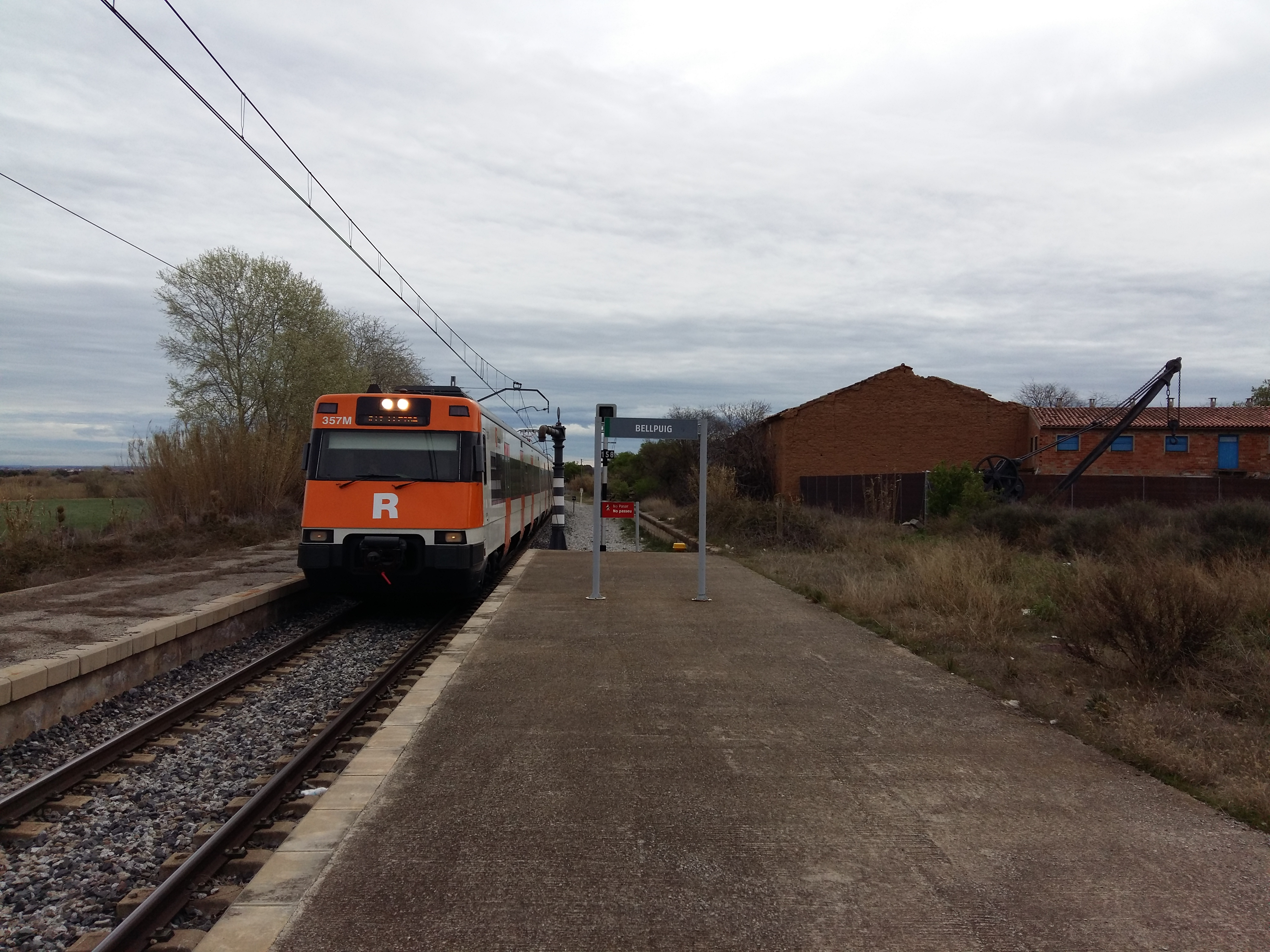
R12 a Bellpuig, direcció Lleida

El servei de rodalia de Lleida compta amb quatre línies de rodalia RL1, RL2, RL3 i RL4 i dues línies de regionals de forma parcial: R13 i R14. 
 Aquest mateix 15 de desembre del 2024, és incorpora una nova línia, la RL4, com a Renfe operadora, la línia R12 desapareix, i a finals del 2025 la línia RL3 i RL4, pasará a ser operat per FGC.
| Línia | Servei de rodalia de Lleida                 |
| ----- | ------------------------------------------- |
|       | Lleida-Pirineus · Balaguer                  |
|       | Lleida-Pirineus · La Pobla de Segur         |
|       | Lleida-Pirineus · Cervera                   |
|       | Lleida-Pirineus · Terrassa Estació del Nord |
|       | Lleida-Pirineus · Vinaixa                   |
|       | Lleida-Pirineus · Vinaixa                   |

## Història

### Projecte inicial

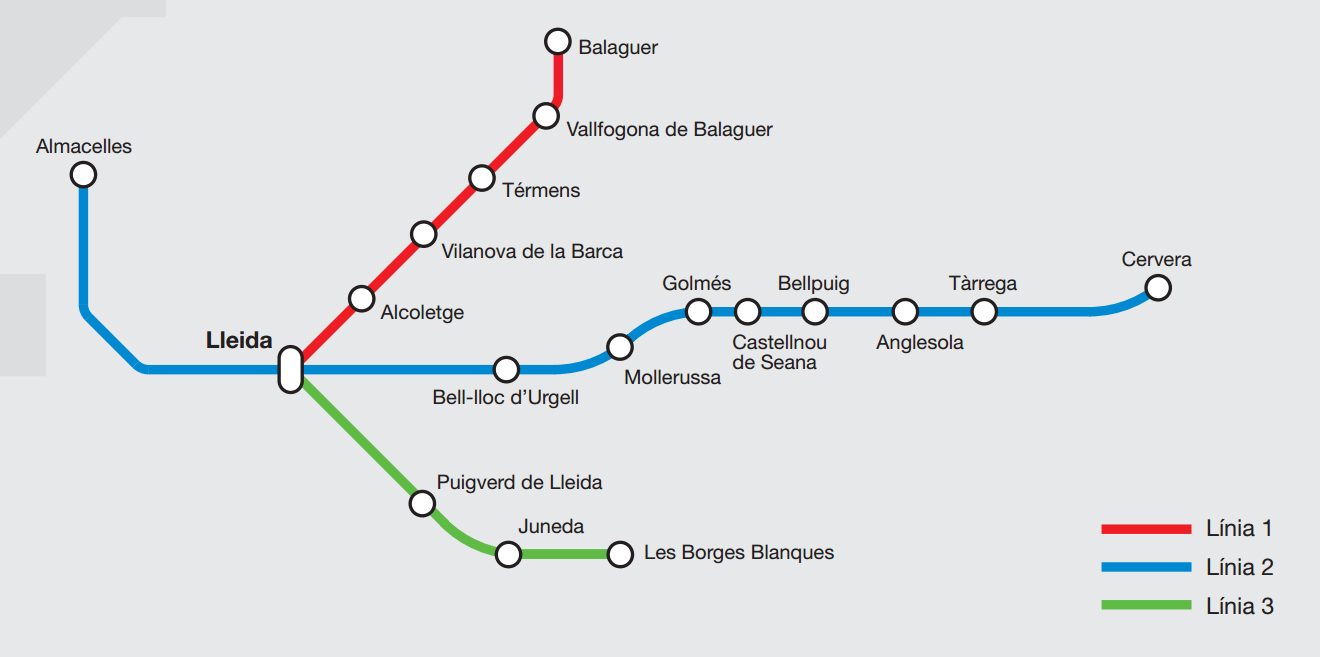
Plànol de la xarxa segons les previsions del 2009

El primer projecte d'un servei de tren de rodalia per a Lleida va ser inclòs al Pla de Viatgers de Catalunya 2008-2012, elaborat per la Generalitat de Catalunya, i preveia la creació d'una xarxa ferroviària de rodalia aprofitant la infraestructura ja existent. Es crearien tres línies aprofitant les línies de Lleida - la Pobla de Segur, Lleida-Manresa i Lleida-Tarragona.
Els ajuntaments de Montsó, Binèfar, Tamarit de Llitera i El Torricó, pertanyents a la província d'Osca, van reclamar incorporar-se a la xarxa de rodalia de Lleida, encara que en sobrepassar-se els límits autonòmics hagués estat necessari, a més del traspàs de les competències a la Generalitat de Catalunya, el vistiplau del Ministeri de Foment i del govern aragonès.

### Entrada de Ferrocarrils de la Generalitat de Catalunya
L'any 2005 FGC passà a ser propietari de la línia Lleida-La Pobla, el 2016 comprà unitats de trens pròpies i el 2018 integrà la nomenclaturà a la rodalia de Lleida amb les línies RL1 i RL2.
El 18 de febrer de 2020, Isidre Gavín, secretari d'Infraestructures i Mobilitat del Departament de Territori, va anunciar que en 2 o 3 mesos la Generalitat faria una proposta d'un servei de rodalia al nucli de Lleida, centrat sobretot en la millora de freqüències del tram Lleida - Cervera de la línia R12. Paral·lelament i en la mateixa línia, Adif millorava 80 km de línia (entre Lleida i Calaf), per tal que els trens poguessin augmentar la velocitat comercial en aquest tram en un futur.
El 25 de setembre de 2020, Damià Calvet, conseller de Territori i Sostenibilitat, va presentar el projecte del nou sistema de Rodalia de Lleida, que inclou la creació de les línies RL3 (Lleida - Cervera) i RL4 (Lleida - Manresa), l'augment de freqüències entre Lleida - Manresa, Lleida - Cervera i Lleida - Vinaixa, així com millores d'intermodalitat a tota l'àrea de Lleida.
El 19 d'octubre de 2021, el conseller Jordi Puigneró va anunciar l'adjudicació a FGC la gestió de la línia R12 de Lleida fins a Manresa a partir de 2024. També el mateix dia van anunciar que comprarien nous combois per a aquesta línia, els quals substituirien les unitats més antigues, que es doblarien les freqüències de pas entre Lleida i Cervera (de 6 a 12 diàries) i que s'incrementarien els viatges entre Cervera i Manresa fins als cinc diaris.
El 18 de desembre de 2023, FGC va presentar el disseny i característiques dels nous models de trens amb els quals operarà la línia, que estan sent fabricats per Stadler Rail i es començaran a lliurar a finals de 2024, amb previsió d'iniciar el servei a mitjans o finals de 2025. Els nous trens tindran capacitat per a 439 passatgers, accés a peu pla des d'andana, rampa i espais per a persones amb mobilitat reduïda i també espais multifuncionals per a bicicletes i cotxets.
| Línia | Servei de rodalia de Lleida                 |
| ----- | ------------------------------------------- |
|       | Lleida-Pirineus · Balaguer                  |
|       | Lleida-Pirineus · La Pobla de Segur         |
|       | Lleida-Pirineus · Cervera                   |
|       | Lleida-Pirineus · Terrassa Estació del Nord |
| RL5   | Lleida-Pirineus · Les Borges Blanques       |
| RL6   | Lleida-Pirineus · Montblanc                 |
|       | Lleida-Pirineus · Vinaixa                   |
|       | Lleida-Pirineus · Vinaixa                   |

### Nou servei de rodalia RL3 de Rodalies de Catalunya
En el marc de les negociacions d'aquesta adjudicació a FGC de la gestió del servei de Lleida a Manresa, i com a mesura provisional per a millorar el servei a l'espera del nou material i el traspàs complert del servei, es va acordar amb data 13 de setembre de 2023, l'ampliació del servei de rodalies entre Lleida i Cervera i el traspàs del mateix a FGC de cara al 2025.
L'inici del nou servei estava previst per al 5 de febrer de 2024, però finalment es va demorar tres dies i el servei va iniciar de forma efectiva el 8 de febrer. El nou servei de rodalies amplia els serveis existents entre Lleida i Cervera amb 8 serveis nous. Els serveis entre Lleida i Cervera, fins ara denominats R12 com els regionals entre Lleida i L'Hospitalet de Llobregat, passen a tenir la nova denominació RL3.
Aquests serveis nous formen part de la xarxa de Rodalies de Catalunya i, per tant, són operats per Renfe Operadora, amb trens de la sèrie 447.